# Weibern (Németország)
Weibern település Németországban, Rajna-vidék-Pfalz tartományban. Lakosainak száma 1525 fő (2023. december 31.).

## Népesség
A település népességének változása:
| Lakosok száma | 1253 | 1515 | 1504 | 1536 | 1537 | 1525 |
|               | 1975 | 2017 | 2019 | 2021 | 2022 | 2023 |